# 베티 퍼니스

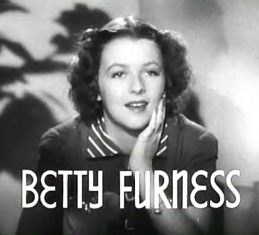

베티 퍼니스(Betty Furness, 1916년 1월 3일 ~ 1994년 4월 2일)는 미국의 배우, 저널리스트, 영화배우이다.
뉴욕에서 태어났으며 뉴욕에서 사망하였다.

## 영화
- 클라이막스! (1954년)
- 스튜디오 원 (1948년)
- 스윙 타임 (1936년)
- 플라잉 다운 투 리오 (1933년)